# Dicionário de Eça de Queirós
Primeiro dicionário de autor literário em Portugal, escrito por Alfredo Campos Matos, sobre a vida e obra de Eça de Queiroz.